# Aron Ralston
Aron Lee Ralston, né le 27 octobre 1975 dans l’État de l’Indiana aux États-Unis, est un ingénieur et un alpiniste qui devient célèbre en mai 2003 quand, coincé au fond d’un canyon reculé pendant six jours et cinq nuits lors d'une randonnée dans les gorges de l’Utah, il s’est lui-même amputé l'avant-bras droit avec son canif pour se dégager dans le but de survivre.
Il raconte son accident dans son autobiographie Plus fort qu’un roc (Between a Rock and a Hard Place) qui a été adaptée pour le film 127 heures réalisé par Danny Boyle en 2010.

## Biographie

### Vie privée
Aron Ralston est diplômé de la Cherry Creek High School de Greenwood Village, dans le Colorado. Il étudie ensuite à l'université Carnegie-Mellon de Pittsburgh, en Pennsylvanie, terminant premier de sa promotion avec des diplômes en génie mécanique et en français, ainsi qu'un certificat mineur au piano. Il y est membre d'honneur des clubs Phi Beta Kappa et Tau Beta Pi. Toujours à l'université, il est Resident Assistant, il effectue des stages à l'étranger et devient un sportif de haut niveau.
Une fois chez Intel, il démissionne de son poste d'ingénieur en mécanique en 2002 afin d'assouvir sa passion pour la montagne. Il ambitionne d'être le premier à réaliser l'ascension hivernale en solitaire de tous les fourteeners du Colorado.
Depuis août 2009, Aron Ralston est marié à Jessica Trusty, rencontrée en 2008, et a un fils, Leo, né en février 2010,,.

### Accident

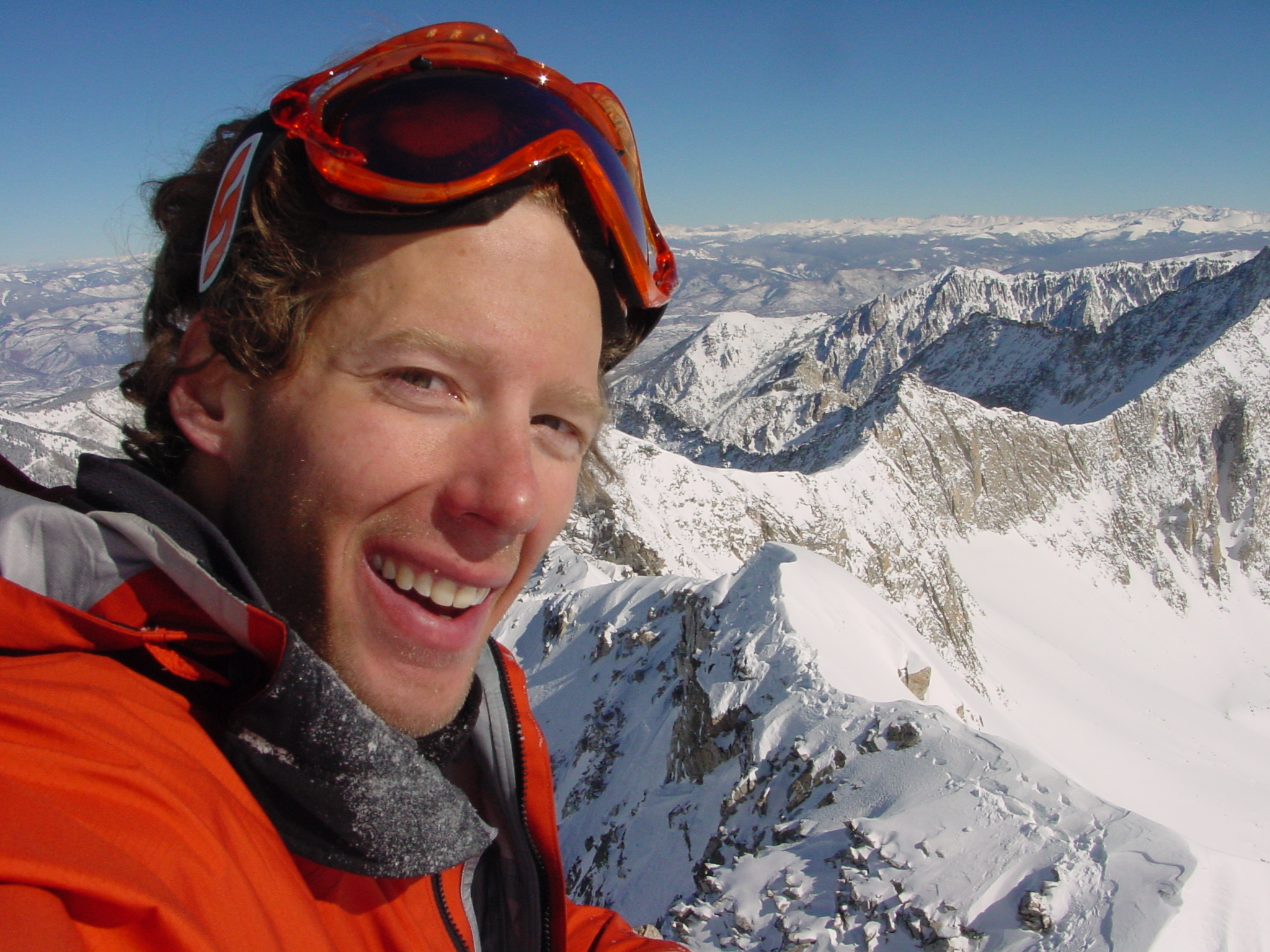
Autoportrait d'Aron Ralston en février 2003 au pic Capitol dans le Colorado.

Aron Ralston est surtout célèbre pour son acte de courage après un accident qui lui coûte un de ses avant-bras en avril-mai 2003.
En effet, Aron Ralston, passionné de randonnée et d'alpinisme, décide, le 26 avril 2003, de partir en excursion dans les canyons de l'Utah, sans prévenir ses proches de sa « petite » escapade. Après avoir rencontré deux jeunes femmes, Megan et Kristi, avec qui il passera quelques heures dans les canyons, il se sépare de celles-ci et part seul de son côté pour explorer Blue John Canyon. Aron emprunte un tunnel étroit et dans le but de descendre plus bas dans ce tunnel, il s'appuie sur un rocher coincé entre les deux parois du canyon. Le rocher, bien que paraissant stable à première vue, ne supporte pas le poids d'Aron et se déloge. Aron chute dans le canyon suivi par le roc de plusieurs centaines de kilos, qui écrase et coince sa main droite contre la paroi. Après avoir tenté de libérer son bras, Aron doit se rendre à l'évidence : il est bloqué et personne ne viendra le secourir. Il a sur lui moins d'un litre d'eau et seulement deux burritos pour toute nourriture ; dans son sac se trouvent également son matériel d'escalade (baudrier, cordes, mousquetons, etc.), une caméra et un canif multi-fonctions de mauvaise qualité.
Pendant six jours et cinq nuits, Aron essaye, en vain, toutes les options possibles pour se sortir du canyon : soulever le rocher en utilisant ses cordes et ses mousquetons comme poulies, utiliser le canif pour faire sauter des petits fragments du rocher, espérant ainsi le décoincer, crier à l'aide ou, dernière possibilité, tenter de couper le bras prisonnier. Après deux tentatives infructueuses, il se rend compte que sa lame émoussée ne lui permettra jamais de couper les os de son avant-bras. Pour survivre, Aron est forcé de boire sa propre urine, conservée dans sa poche à eau ; la déshydratation, l'hypothermie et l'infection le menacent et l'affaiblissent. Après deux journées passées à l'intérieur de ce canyon, Aron commence à souffrir d'hallucinations. Le quatrième jour, persuadé qu'il ne s'en sortira pas, il grave son épitaphe au couteau sur le mur du canyon et, avec sa caméra, enregistre un message d'adieu destiné à sa famille et à ses proches. Le cinquième jour, il a la vision d'un petit garçon de trois ans et se convainc qu'il s'agit là de son futur fils – ce qui signifierait qu'il survivra à sa mésaventure. Soudain, Aron a l'idée qui lui sauvera la vie : à défaut de pouvoir trancher les os de son avant-bras au canif, il est en mesure de les casser, puis de couper la peau, la chair et les tendons autour de la fracture. Animé d'un nouvel espoir, il procède aussitôt à l'amputation et, au bout d'une heure et cinq minutes, parvient à se délivrer du rocher où il laisse une partie de son intégrité physique.
Mais Aron n'est pas encore au bout de ses peines ; il doit en effet sortir du canyon et rejoindre la civilisation afin de trouver de l'aide. Son bras droit ramené en écharpe contre sa poitrine et le moignon sommairement emballé dans un sac plastique, il entreprend une pénible marche de cinq heures en plein soleil, précédée d'une descente en rappel d'une falaise de 25 mètres. À bout de force, perdant beaucoup de sang, Aron finit par rencontrer une famille de touristes néerlandais qui est en mesure de lui fournir de l'eau, un peu de nourriture et un soutien moral. Quelques dizaines de minutes plus tard, un hélicoptère les repère et emmène Aron à l'hôpital de Moab, alors qu'il était sur le point de succomber à son hémorragie.
Les hommes du National Park Service se rendent à Blue John Canyon deux jours plus tard afin de récupérer les restes de l'avant-bras droit de Ralston. Treize hommes et un lourd équipement sont nécessaires pour faire pivoter l'énorme rocher et ainsi libérer le bras. Celui-ci est ensuite incinéré et les cendres rendues à Aron ; six mois après son accident, il se rend à l'endroit précis de son aventure et y disperse les cendres de son avant-bras. Depuis, Aron est retourné une dizaine de fois sur les lieux de l'accident.

### Depuis l'accident

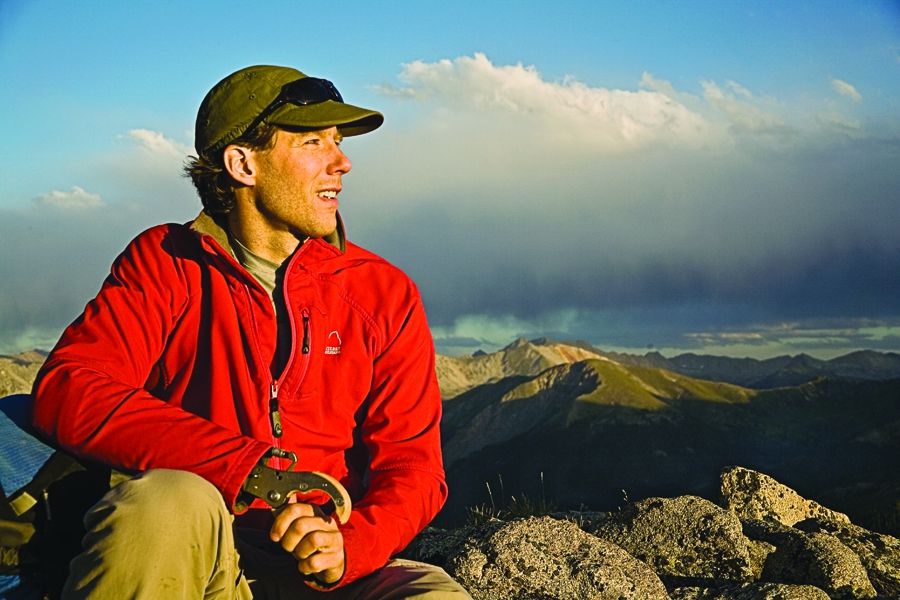
Aron Ralston, en 2009, près du col Independence, dans le Colorado.

Aron Ralston continue à faire de la randonnée et de l'alpinisme. En 2005, il réalise enfin son projet, entamé en 1997 et repris après son amputation, de devenir la première personne à gravir les 53 fourteeners du Colorado en hiver et en solitaire,. En 2008, il participe à une expédition à l'Ojos del Salado et au Monte Pissis en Argentine. La même année, il réalise l'ascension du mont McKinley et redescend à ski depuis le sommet[réf. souhaitée]. En 2009, il mène une expédition avec ses amis sur le Colorado, à travers le Grand Canyon, et vient à bout du Kilimandjaro en Tanzanie[réf. souhaitée]. Ayant l'intention de s'attaquer à l'Everest, il renonce finalement à accompagner Eric Larsen (en) dans son expédition polaire nommée Save the Poles (littéralement « sauver les pôles ») en 2010. Depuis son accident, il n'oublie jamais de laisser un mot précisant son itinéraire avant de partir.

## Image publique

### Apparitions publiques

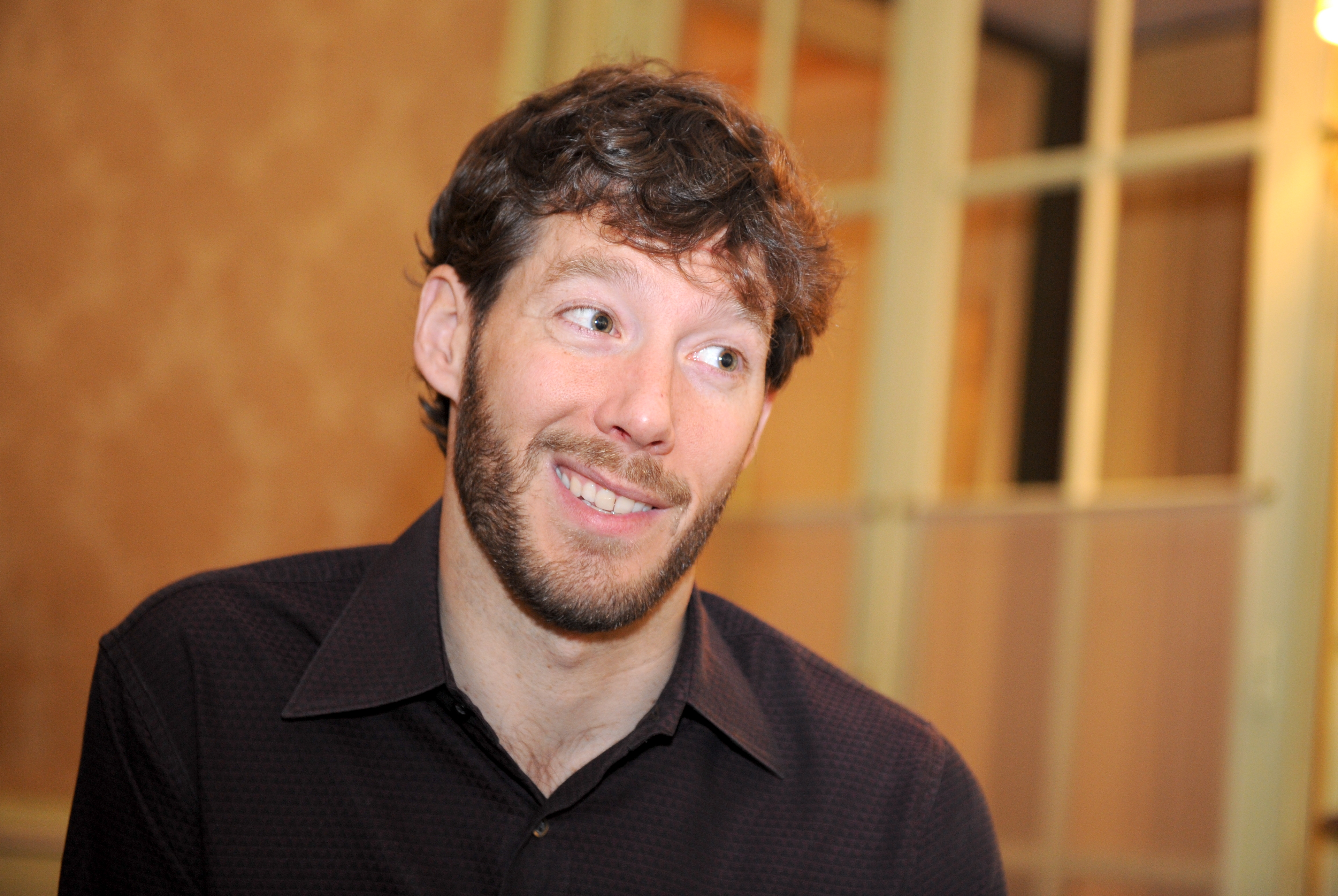
Aron Ralston en 2011.

Après son accident, Aron Ralston effectue de nombreuses apparitions dans les médias. Le 21 juillet 2003, il est invité au Late Show with David Letterman ; le 6 octobre 2005, il est au Late Late Show with Craig Ferguson. Le 10 septembre 2004, son histoire fait l'objet d'un reportage de deux heures intitulé Desperate Days in Blue John Canyon sur Dateline NBC. Il apparaît deux fois au Today Show, à Good Morning America et au Tonight Show. Il est également invité au Ellen DeGeneres Show, à American Morning, à Anderson Cooper 360°, au CNN Saturday Morning et au CBS Evening News. En 2006, il figure parmi les panélistes soutenant la campagne de publicité Man Laws pour la marque de bière Miller Lite,. Il apparaît aussi au talk show australien Enough Rope. En février 2011, il participe sur NBC à l'émission américaine Minute To Win It où il remporte 125 000 $ au profit de l'association Wilderness Workshop.
En 2003, il est nommé homme de l'année par GQ et figure parmi une liste de personnalités marquantes dressée par Vanity Fair. La même année, il reçoit la première Shining Star of Perseverance attribuée par le WillReturn Council of Assurant Employee Benefits.

### Adaptations
En 2010, l'histoire d'Aron Ralston est adaptée au cinéma – sous le titre 127 heures – par Danny Boyle, le réalisateur de Slumdog Millionaire avec James Franco dans le rôle d'Aron. Le film sort aux États-Unis en novembre 2010 et est nommé six fois aux Oscars 2011, dont le coprésentateur de la cérémonie est l'acteur lui-même.